# Claus Heinrich Meyer
Claus Heinrich Meyer (* 17. April 1931 in Gelsenkirchen; † 20. Dezember 2008 in München-Schwabing) war ein deutscher Journalist und Redakteur der Süddeutschen Zeitung.
Meyer arbeitete zwischen 1965 und 2008 als Redakteur und Autor für die Süddeutsche Zeitung. Er war Verfasser zahlloser Kolumnen und Kommentare. Besonders bekannt war er für seine regelmäßigen Beiträge zur Kolumne „Streiflicht“.

## Buchveröffentlichungen
- Claus Heinrich Meyer: Willy Brandt. Vorstand der SPD, Abteilung Öffentlichkeitsarbeit, Bonn um 1969 und um 1974
- Claus Heinrich Meyer: Die begehbare Frau. Fabeln, Legenden, Bilder. Kunstmann, München 1992, ISBN 3-88897-058-X
- Claus Heinrich Meyer (mit Axel Hacke, Herbert Riehl-Heyse, Rainer Stephan, Hermann Unterstöger): Das Streiflichtbuch. Handreichungen und Fingerzeige aus der Süddeutschen Zeitung. Kunstmann, München 1994, ISBN 3-88897-084-9
- Claus Heinrich Meyer (mit Axel Hacke, Herbert Riehl-Heyse, Rainer Stephan, Hermann Unterstöger): Das neue Streiflichtbuch. Kopfnüsse und Musenküsse aus der Süddeutschen Zeitung. Kunstmann, München 2000, ISBN 3-88897-236-1
- Claus Heinrich Meyer: Kleines Deutschland. Photographien 1954–1999 Kunstmann, München 2001, ISBN 3-88897-274-4
- Claus Heinrich Meyer; Gernot Sittner (Hrsg.): c.h.m. Essays, Glossen, Reportagen, Fotografien. Süddeutsche Zeitung GmbH, München 2012, ISBN 978-3-86615-973-0